# ربات جاروبرقی

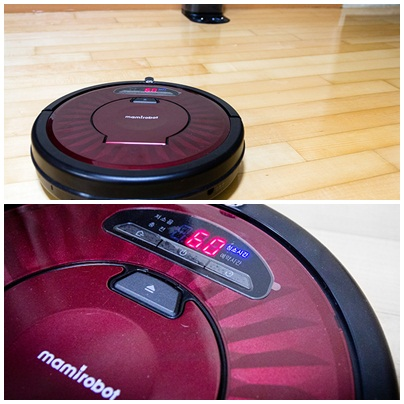
جاروربات D57 DEEBOT در حال شارژ

ربات جارو که عموماً به آن جارو رباتیک گفته می‌شود، یک جارو رباتیک هوشمند خانگی با سیستم برنامه‌ریزی مشخص می‌باشد. این نوع جاروبرقی توسط برس‌های مختلفی که در حال حرکتند و محفظه همراه آن، جارو کشیدن را به‌طور اتوماتیک انجام می‌دهد.

## انواع جارو ربات

#### جارو رباتیک مخصوص کف
- این نوع جارو رباتیک برای تمیز کردن کف های سخت مانند کاشی، سنگ و پارکت مناسب است.
- دارای برس های جمع کننده برای جمع آوری ذرات کوچک است.

#### جارو رباتیک مخصوص فرش
- این نوع جارو رباتیک برای تمیز کردن فرش ها و موکت ها مناسب است.
- دارای برس های نرم تری است تا به فرش ها آسیب نرساند.

#### جارو رباتیک دو کاره
- این نوع جارو رباتیک همچنین قابلیت تمیز کردن فرش ها را دارد.
- با تشخیص نوع سطح، به طور خودکار، تنظیمات مناسب را انجام می دهد.

نمونه‌های این نوع جارو برقی در زیر آورده شده‌است:
- D SERIES ECOVACS DEEBOT
- DM Series from ECOVACS ROBOTICS
- Roomba and Roomba Discovery from iRobot
- Trilobite from Electrolux
- NaviBot from Samsung
- Orazio from Zucchetti
- RoboCleaner from Kärcher
- FloorBot and Ivac from Floorbotics
- Mamirobot Voice and Sevian and from Korean company MamiRobot